# Siedemdziesiąt opowieści papugi
Siedemdziesiąt opowieści papugi (sanskryt Śukasaptati lub sanskryt Suka Saptati) – to zbiór opowieści napisanych w sanskrycie. Historie te mają być opowiadane kobiecie przez jej papugę, w tempie jednej historii każdej nocy, aby odwieść ją od wychodzenia na spotkanie z kochankiem, gdy jej mąż jest nieobecny. Historie te często dotyczą nielegalnych związków, problemów, które z nich wynikają i sposobów na uniknięcie tych kryzysów za pomocą własnego sprytu. Pod koniec siedemdziesięciu dni mąż kobiety wraca z zagranicznej podróży i wybacza żonie próby zdrady. Większość historii jest rubaszna i nieskrępowana, a niektóre z nich ocierają się o pornografię. Sytuacje przedstawione w opowiadaniach nie tylko testują granice małżeństwa, ale niektóre wkraczają w obszary tabu kazirodztwa i, w jednym przypadku, zoofilii.
Zbiór jest częścią tradycji Katha literatury sanskryckiej. Niektóre z opowieści są w rzeczywistości powtórzone z wcześniejszych zbiorów. Zgodnie z tradycją literatury sanskryckiej, opowieści są często przeplatane wierszami, z których wiele jest oryginalnych, a niektóre powtórzone z wcześniejszych dzieł. Choć nie wiadomo, kiedy zbiór został pierwotnie napisany, przyjmuje się że jego obecna forma powstała w XII wieku n.e., choć najstarszy znany manuskrypt pochodzi z XV wieku n.e. Kolekcja była skracana, adaptowana i tłumaczona na wiele języków, w tym perski jako Tuti-Name.

## Struktura utworu
Zbiór, zgodnie z formatem opowiadania w opowiadaniu, zawiera 72 historie, z których jedna pełni rolę wstępu. Pozostałe 71 historii jest opowiadanych przez papugę.   
Główną postacią wstępu jest Madana Vinoda, krnąbrny syn kupca i jego żona Padmavati. Bramin, przyjaciel kupca, próbuje sprowadzić Madanę na ścieżkę prawości, dając mu gadającą papugę. Próba ta kończy się sukcesem, ponieważ papuga opowiada historię, która sprowadza Madanę na ścieżkę obowiązku. Nauczywszy się swojej lekcji, wyrusza w podróż, prawdopodobnie w interesach, zostawiając żonę samą.
Dalej historia koncentruje się na Padmavati, która, choć początkowo przygnębiona odejściem męża, wkrótce wpada w towarzystwo kobiet, które sugerują, by wzięła sobie kochanka. Dziewczyna zgadza się i przez kolejne siedemdziesiąt nocy przygotowuje się do spotkania. Każdej nocy jest jednak powstrzymywana przez papugę, która opowiada jej historię. Papuga zazwyczaj wyraża aprobatę dla intencji swojej pani, zgadzając się, że celem życia jest poszukiwanie przyjemności i uznaje siłę pożądania seksualnego. Następnie wzbudza jej zainteresowanie, pytając, czy jest wystarczająco sprytna, by uciec, gdyby pojawiła się jakaś kłopotliwa sytuacja, tak jak bohater jej następnej historii. Padmavati naturalnie chce poznać szczegóły historii, a papuga zaczyna ją opowiadać. Pod koniec każdej opowieści Padmavati postanawia jednak nie iść na spotkanie tej nocy.   
Siedemdziesiątej nocy Madana powraca. Padmavati, nakłoniona przez papugę, czyni pełne wyznanie swojemu mężowi, dziękując papudze za powstrzymanie jej od fizycznej niewierności. Siedemdziesiąta opowieść papugi jest w rzeczywistości prośbą o przebaczenie, ponieważ Padmavati nie była w pełni odpowiedzialna za swoje błędy, a została sprowadzona na manowce przez złe towarzystwo.   

## Tematyka opowieści
Typowa historia obejmuje żonę zaskoczoną przez męża podczas popełniania cudzołóstwa. Musi ona użyć swojego sprytu, aby wydostać się z trudnej sytuacji, co zawsze jej się udaje. W jednej z historii musi ona przejść między nogami Jakszy, co jest niemożliwe do osiągnięcia, jeśli nie wypowie się prawdy. Żonie udaje się to dzięki temu, że jej kochanek przebiera się za szaleńca i chwyta ją - w rezultacie jest w stanie zgodnie z prawdą przysiąc, że nikt poza jej mężem i szaleńcem nigdy w życiu jej nie dotknął.   
Często historie testują granice tabu. W jednym przypadku żona przedstawia swojego kochanka jako kuzyna, aby umożliwić mu wejście do domu. Kiedy kochanek odmawia stosunku seksualnego ze względu na to, że jest teraz jej bratem, grozi mu oskarżeniem o gwałt i tak uzyskuje jego zgodę. W innej historii żona przyjmuje zarówno ojca, jak i syna jako kochanków, i musi poradzić sobie z problemem, co zrobić, gdy jej mąż natknie się na tę scenę.
Historie są często dosadne, graniczące z pornografią. W jednym przypadku zdradzonemu mężowi udało się złapać penisa rywala, podczas gdy kochanek uprawiał seks z żoną dosłownie za plecami męża. Żona ma następnie nie do pozazdroszczenia zadanie wymyślenia sposobu na uwolnienie swojego kochanka. Zdradzani mężowie są na ogół nieświadomi sytuacji, choć czasami są przedstawiani jako prostoduszni, a żony często wykorzystują ich ignorancję i przesądną naturę. Jednak w jednym przypadku mąż, król, jest pod wrażeniem dowcipu kochanka i pozwala swojej żonie odejść, rozumując, że podczas gdy poeci tacy jak kochanek są rzadkością, kobiety takie jak jego żona już nie.
Mniej typowa historia dotyczy mężczyzn znajdujących się w podobnej sytuacji, choć w tym przypadku kłopoty nadal pojawiają się w postaci męża kochanki, a nie żony mężczyzny. Inne powszechne historie obracają się wokół mężczyzn wykorzystujących groźbę wstydu, aby odzyskać prezenty, którymi obsypali swoje kochanki, często nierządnice. Historie z udziałem niezamężnych kobiet uprawiających seks są bardzo rzadkie - z oczywistym wyjątkiem prostytutek.
W jednej z historii udało się jednocześnie zbłądzić w stronę zoofilii i wyśmiać bóstwo. Chodzi o kobietę, która obiecała pocałować bożka Ganeśa, jeśli osiągnie pewien życiowy cel. Złośliwy bożek chwyta ją za usta i nie chce puścić. Mąż musi rozśmieszyć bożka, aby uratować żonę. Robi to symulując seks z osłem.
Historie te stanowią wciągający dokument społeczny tamtych czasów. Przedstawiają społeczeństwo, w którym seksualność kobiet jest otwarcie akceptowana, a prostytutki są akceptowane jako półlegalna część społeczeństwa. W jednym z opowiadań ojciec angażuje prostytutkę, by nauczyła jego syna sztuki chronienia jego bogactwa przed niebezpieczeństwami ze strony kurtyzan.
Nie wszystkie historie dotyczą seksualnych eskapad. Niektóre dotyczą innych trudnych sytuacji, które można napotkać w życiu. Niektóre z nich zostały zaczerpnięte prosto z Pańćatantry.

## Historia powstania
Chociaż najstarszy znany manuskrypt pochodzi dopiero z XV wieku, istnieją odniesienia do niego we wcześniejszych dziełach - bazującą na niej Księgę Papugi spisano już XIV wieku. Obecne badania datują książkę w jej obecnej formie na XII wiek, choć poszczególne historie w niej zawarte są znacznie starsze i często można je znaleźć w opowieściach Dźataki i Kathāsaritsāgara.

## Tłumaczenia
W 2000 roku wydawnictwo HarperCollins India opublikowało tłumaczenie z oryginalnego sanskrytu autorstwa indyjskiego dyplomaty i tłumacza A. N. D. Haksara. Autor informuje we wstępie, iż jest to pierwsze tłumaczenie na język angielski bazujące na oryginalnej wersji utworu. Wcześniejsze tłumaczenia bazowały na wersji perskiej, różniącej się od oryginału.